# HD159379
HD159379 — хімічно пекулярна зоря спектрального класу B9, що має видиму зоряну величину в смузі V приблизно  8,5.
Вона  розташована на відстані близько 1289,2 світлових років від Сонця.

## Пекулярний хімічний склад
Зоряна атмосфера HD159379 має підвищений вміст 
Si
.